# John Ogonowski
John Alexander Ogonowski (* 24. Februar 1951 in Lowell, Massachusetts; † 11. September 2001 über New York) war ein US-amerikanischer Pilot der Fluggesellschaft American Airlines. Er war der Kapitän von AA 11 (American-Airlines-Flug 11), dessen Flugzeug bei den Terroranschlägen am 11. September 2001 in den Nordturm des World Trade Centers geflogen wurde.

## Kindheit und Jugend
John Ogonowski wurde am 24. Februar 1951 in Lowell geboren. Hier wuchs er auf und besuchte die Lowell Catholic High School. An der Technischen Hochschule (heute die University of Massachusetts Lowell) machte er seinen Bachelor als Ingenieur mit dem Schwerpunkt Nuklearwissenschaft.

## Berufliche Entwicklung
John Ogonowski trat der United States Air Force bei und wurde Pilot. Während des Vietnamkrieges war er auf der Luftwaffenbasis in Charleston im US-Bundesstaat South Carolina stationiert. Als Pilot einer Lockheed C-141 war er an Nachschubflügen nach Asien sowie am Transport gefallener US-Soldaten beteiligt. Im Range eines Captains verließ er zum Kriegsende die US Air Force.
1978 wurde Ogonowski Pilot bei American Airlines. 23 Jahre lang war er Flugkapitän der Fluggesellschaft und wurde Mitglied der Allied Pilot Association. Während seiner Karriere lernte er die Flugbegleiterin Margaret La Valle kennen, die er später heiratete.
An zwölf Tagen im Monat wurde er auf transkontinentalen Flügen eingesetzt. In seiner Freizeit bewirtschaftete er seine 60-Hektar-Farm in Dracut, Massachusetts. Hier lebte er mit seiner Frau Margaret und den drei Töchtern Laura, Caroline und Mary Katherine. Auf seiner Farm baute er Weizen und Kürbisse an. In einem Obstgarten wurden Pfirsiche und Blaubeeren gezüchtet.
John Ogonowski war in verschiedenen Organisationen engagiert. Er war Mitglied der örtlichen Farmervereinigung und verschiedener Veteranenverbände wie z. B. der Amerikanischen Legion. Er war Vorstandsmitglied des Massachusetts Farm Bureau. Als Mitglied der örtlichen Landestreuhandstelle (Dracut Land Trust Inc.) war er an der Erhaltung von freiem Land für folgende Generationen beteiligt.

## AA 11
Am 11. September 2001 war John Ogonowski als Pilot des Fluges 11 der American Airlines eingeteilt. Der Flug sollte vom Logan International Airport in Boston nach Los Angeles führen. An Bord der Boeing 767-223ER befanden sich 81 Passagiere und elf Besatzungsmitglieder. Der Start erfolgte mit einer 14-minütigen Verspätung um 7.59 Uhr Ortszeit. Um 8.14 Uhr wurde das Flugzeug von fünf Terroristen gekapert. Dabei wurden Flugkapitän Ogonowski und der Erste Offizier Thomas McGuinness ermordet. Ebenso wurden zwei Flugbegleiterinnen und ein Passagier während der Kaperung ermordet. Die Terroristen unter der Führung von Mohammed Atta lenkten das Flugzeug nach New York und ließen es in den Nordturm des World Trade Centers fliegen. Alle Insassen inklusive der Terroristen kamen dabei ums Leben.

## Ehrungen

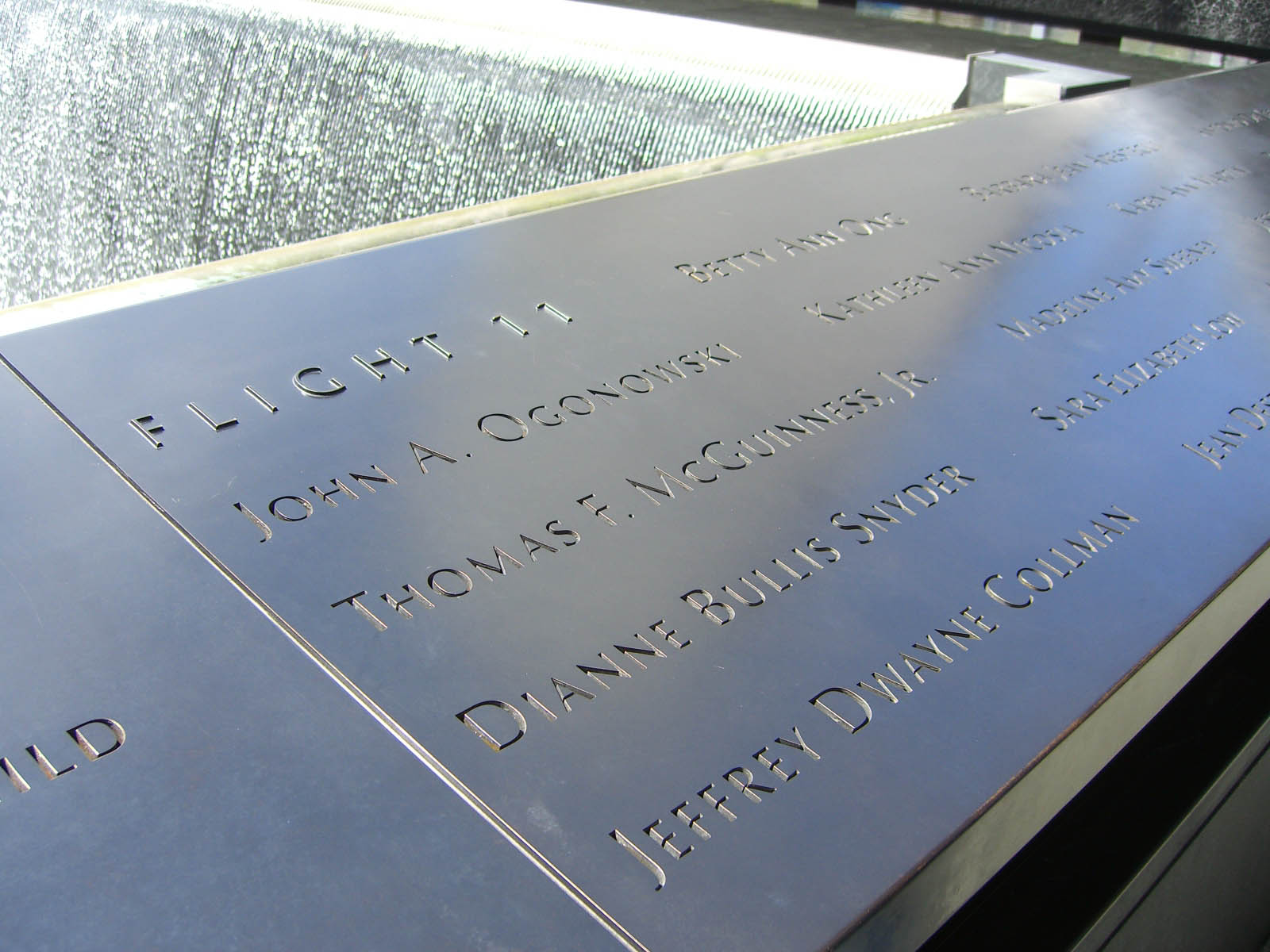

Ein Flugplatz für Modellflugzeuge in Tewksbury, Massachusetts, wurde Kapitän Ogonowski gewidmet. 2003 erhielt er posthum die Ehrendoktorwürde der University of Massachusetts. 
Das Projekt Farmer to Farmer der United States Agency for International Development (USAID) wurde 2008 zum John Ogonowski and Doug Bereuter FTF Program umbenannt. 
Im National September 11 Memorial and Museum ist John Ogonowskis Name auf Panel 74 des North Pool eingraviert.